# Tipula (Pterelachisus) penobscot
Tipula (Pterelachisus) penobscot is een tweevleugelige uit de familie langpootmuggen (Tipulidae). De soort komt voor in het Nearctisch gebied.